# Massimino
Massimino är en ort och kommun i provinsen Savona i regionen Ligurien i Italien. Kommunen hade 107 invånare (2018).